# Beaumont (Belgio)
Beaumont è una città belga di circa 6 700 abitanti, nella provincia vallone dell'Hainaut.